# Berenguer Gombau
Berenguer Gombau (falecido em 1551) foi um prelado católico romano que serviu como bispo de Calvi Risorta de 1544 a 1551.

## Biografia
No dia 27 de outubro de 1544, Berenguer Gombau foi nomeado pelo Papa Paulo III como Bispo de Calvi Risorta. Gombau serviu como bispo de Calvi Risorta até à sua morte em 1551.